# Атапуэрка (горы)

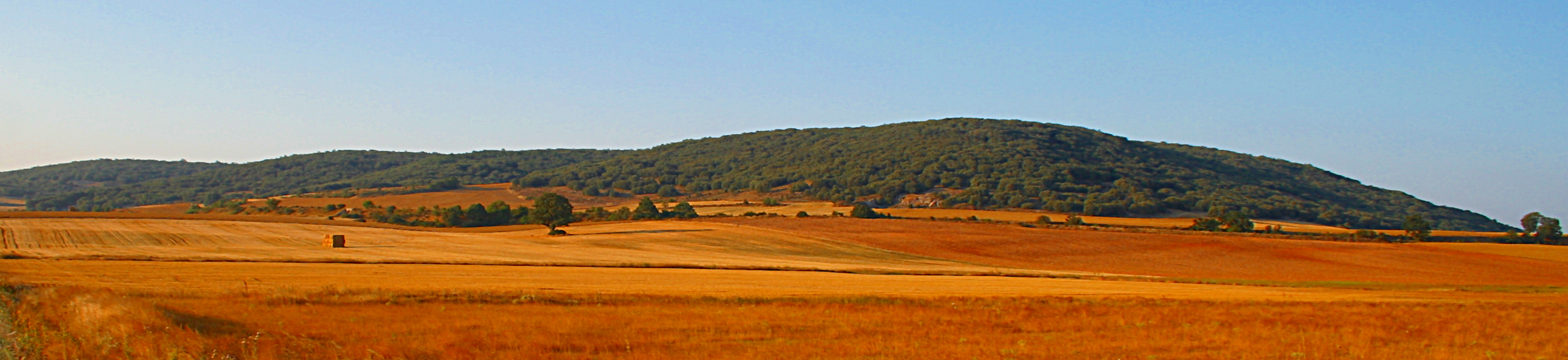

Сьерра-де-Атапуэрка (Sierra de Atapuerca) — карстовые холмы около села Атапуэрка в провинции Бургос на севере Испании. Площадь 284 тыс. га, высота до 1080 м над уровнем моря. Расположены южнее Кантабрийских гор.
Древние римляне проложили через холмы дорогу, которая в Средние века использовалась паломниками, спешившими на поклонение мощам св. Иакова в Галисии. В 1054 году в одной из горных долин сразились войска Кастилии и Наварры.
Холмы знамениты пещерами, в которых обнаружены древнейшие останки гоминидов и их орудий на территории Западной Европы. Археологические памятники Атапуэрки объявлены Всемирным наследием. Большинство находок экспонируются в бургосском Музее человеческой эволюции.